# Emil Petrovici
Emil Petrovici (n. 4 ianuarie 1899, Begheiți, comitatul Torontal – d. 7 octombrie 1968, Bucerdea Grânoasă, județul Alba) a fost un lingvist român, delegat la Marea Adunare Națională de la 1 Decembrie 1918 de la Alba Iulia.

## Biografie
A fost fiul preotului român ortodox Vichentie Petrovici (n. 1863) din Toracu Mic, azi în județul Timiș și al Paulinei (n. 1868), născută Oprean, fiica preotului ortodox român Ștefan Oprean din Nerău, județul Timiș, căsătoriți în anul 1886. S-a ocupat de studiul foneticii și fonologiei, a onomasticii și a dialectologiei române, precum și a relațiilor lingvistice româno-slave. A urmat cursurile liceale la Școalele Centrale Române greco-ortodoxe din Brașov și la Oradea (1908-1916), apoi Seminarul Teologic Ortodox din Arad (1916-1918). Înscris la Facultatea de Litere și Filosofie din cadrul Universității din Cluj, aparține primei promoții de studenți de după Marea Unire. Își completează studiile ca bursier în Franța, la Sorbona, obținând licența în litere (1926). Devine apoi asistent la Laboratorul de fonetică experimentală de pe lângă Muzeul Limbii Române din Cluj, ulterior conducător al acestuia. Își susține, sub conducerea lui Sextil Pușcariu, teza de doctorat intitulată De la nasalité en Roumain (1930). Urmează studii de specializare în slavistică la Universitatea din Sofia. Emil Petrovici a fost profesor la catedra de slavistică a universității clujene, șef de catedră la Universitatea din București și apoi la cea din Cluj, director al Institutului de Lingvistică și Istorie Literară din Cluj. Lucrarea sa de căpătâi rămâne Atlasul lingvistic român, partea a II-a, pentru care a întocmit un chestionar cuprinzând 4800 de poziții, cu care a efectuat, între anii 1930 și 1938, 88 de anchete lingvistice (trei dintre ele, consacrate dialectelor sud-dunărene, fiind realizate de Ștefan Pașca și Theodor Capidan).
A decedat în accidentul feroviar de la Bucerdea, soldat cu 22 de morți.
După moartea sa tragică, publicarea materialului dialectal rezultat din ancheta pe care a efectuat-o a fost reluată de către elevii săi, Ioan Pătruț și Ion Mării.

## Distincții
- Premiul de Stat (1953, 1962[1])
- Ordinul Muncii clasa I (21 august 1954) „pentru merite deosebite pe tărîmul construcției de stat, economice, sociale și culturale, cu ocazia celei de a zecea aniversări a eliberării patriei noastre”[2]
- Ordinul „23 August” clasa a III-a (12 august 1959) „pentru activitate rodnică în dezvoltarea științei și culturii din Republica Populară Romînă”[3]
- titlul de Om de Știință Emerit al Republicii Populare Romîne (18 august 1964) „pentru merite deosebite în activitatea științifică”[4]
- Ordinul „Meritul Științific” clasa I (26 septembrie 1966) „pentru merite deosebite în activitatea științifică, cu prilejul Centenarului Academiei Republicii Socialiste România”[5]

## Lucrări reprezentative
- Graiul carașovenilor. Studiu de dialectologie slavă meridională  (1935).
- Folclor din Valea Almăjului (Banat) (1935).
- Folclor de la moții din Scărișoara (1939).
- Note de folclor de la românii din Valea Mlavei (1942).
- Texte dialectale (1943).
- Atlasul lingvistic român. Partea a II-a, vol. I (1940).
- Micul Atlas lingvistic român. Partea a II-a, vol. I (1940).
- Atlasul lingvistic român. Partea a II-a, serie nouă, vol. I-VII (1956-1972).
- Micul Atlas lingvistic român. Partea a II-a, serie nouă, vol. I-IV (1956-1981).
- Studii de dialectologie și toponimie, volum îngrijit de I. Pătruț, B. Kelemen și I. Mării (1970).

## Afilieri
- Fondator și redactor responsabil al revistelor „Cercetări de lingvistică” (1956) și „Romanoslavica” (1963).
- Membru fondator și președinte al Asociației Slaviștilor din România (1956-1968).
- Membru corespondent (1945) și membru titular al Academiei Române (1948).
- Membru corespondent al Academiei Bulgare de Științe.
- Membru al Comitetului Internațional al Slaviștilor.